# Voïvodie de Przemyśl
La voïvodie de Przemyśl (en polonais Województwo przemyskie) était une unité de division administrative et un gouvernement local de Pologne entre 1975 et 1998.
En 1999, son territoire est intégré dans la Voïvodie des Basses-Carpates.
Sa capitale était Przemyśl.

## Villes
Population au 31 décembre 1998 :
- Przemyśl - 68 455
- Jarosław - 41 880
- Przeworsk - 16 456
- Lubaczów - 12 756
- Dynów - 6 000
- Radymno - 5 600
- Kańczuga - 3 180
- Oleszyce - 3 150
- Narol - 2 100
- Sieniawa - 2 100
- Cieszanów - 1 900

## Bureaux de district
Sur la base de la loi du 22 mars 1990, les autorités locales de l'administration publique générale, ont créé 4 régions administratives associant plusieurs municipalités.
- Jarosław (Jarosław, Radymno, gmina Chłopice, gmina Jarosław, gmina Laszki, gmina Pawłosiów, gmina Pruchnik, gmina Radymno, gmina Rokietnica, gmina Roźwienica et gmina Wiązownica)
- Lubaczów (Lubaczów, gmina Cieszanów, gmina Horyniec, gmina Lubaczów, gmina Narol, gmina Oleszyce, gmina Stary Dzików et gmina Wielkie Oczy)
- Przemyśl (Dynów, Przemyśl, gmina Bircza, gmina Dubiecko, gmina Dynów, gmina Fredropol, gmina Krasiczyn, gmina Krzywcza, gmina Medyka, gmina Orły, gmina Przemyśl, gmina Stubno et gmina Żurawica)
- Przeworsku (Przeworsk, gmina Adamówka, gmina Gać, gmina Jawornik Polski, gmina Kańczuga, gmina Przeworsk, gmina Sieniawa, gmina Tryńcza et gmina Zarzecze)

## Évolution démographique
| année      | 1975    | 1980    | 1985    | 1990    | 1995    | 1998    |
| population | 374 300 | 380 000 | 395 900 | 406 800 | 414 600 | 415 600 |